# Patton – Rebell in Uniform
Patton – Rebell in Uniform (Originaltitel Patton) ist ein US-amerikanischer Film des Regisseurs Franklin J. Schaffner. Die Filmbiografie feierte am 4. Februar 1970 in New York City Premiere. Der ursprüngliche Titel Patton: Salute to a Rebel war kurz zuvor geändert worden. Am 26. März folgte der deutsche Kinostart. Allein in den Vereinigten Staaten spielte der Film fast 62 Millionen US-Dollar ein. Im darauffolgenden Jahr gewann er sieben Oscars, darunter für Hauptdarsteller George C. Scott als General George S. Patton.

## Handlung
Der Film zeichnet das Leben des US-Generals George S. Patton während des Zweiten Weltkriegs nach. In Nordafrika kämpft Patton im Tunesienfeldzug gegen den deutschen Generalfeldmarschall Erwin Rommel, den er selbst für dessen taktische und strategische Meisterleistungen während des Krieges sehr bewundert. Patton ist im Jahr 1943 unter anderem an der erfolgreichen Invasion Siziliens beteiligt, bei der er sich der Konkurrenz des britischen Feldmarschalls Bernard Montgomery ausgesetzt sieht.
Trotz seiner militärischen Erfolge ist Patton bei seinen Vorgesetzten umstritten. Er ist ein ehrgeiziger Egozentriker, der an Reinkarnation glaubt und in seinem Handeln oft rücksichtslos und brutal vorgeht. Als er einem Soldaten, der sich wegen Kampfmüdigkeit in einem Lazarett aufhält, ins Gesicht schlägt, wird er kurzzeitig vom Dienst suspendiert und von der Teilnahme an der Operation Overlord ausgeschlossen.
Er bittet seinen ehemaligen Untergebenen und jetzigen Vorgesetzten General Omar N. Bradley um eine erneute Beteiligung am Krieg, der ihm so viel bedeutet. Die Schlacht bei Falaise wird zu seiner wichtigsten militärischen Leistung. Als Kommandeur der 3. US-Armee hat er maßgeblichen Anteil an der Befreiung Frankreichs und der Abwehr der Ardennenoffensive. Schließlich marschiert Patton mit seinen Leuten in Deutschland ein. Am Ende des Films tritt er noch sehr emotional – aber dennoch erfolglos – für einen Angriff auf die Rote Armee ein, da sich nach seiner Meinung nie wieder eine so gute Gelegenheit bieten würde, den Feind von morgen zu schlagen.

## Entstehung
- Der Produzent Frank McCarthy, der im Zweiten Weltkrieg unter Pattons Kommando gestanden hatte, plante  bereits ab 1953 einen Film über dessen Leben.
- Die Produzenten wandten sich zunächst an die Familienangehörigen und hofften darauf, einen Einblick in Pattons Tagebücher zu erhalten. Da die Hinterbliebenen des Generals eine Zusammenarbeit jedoch ablehnten, griff man für das Drehbuch auf die Biografien Patton: Ordeal and Triumph von Ladislas Farago und A Soldier's Story von Omar N. Bradley zurück. Letzterer hatte mit Patton eng zusammengearbeitet und wird im Film von Karl Malden dargestellt. Er fungierte außerdem als militärischer Berater am Set.
- Das Drehbuch wurde von Edmund H. North und Francis Ford Coppola geschrieben. Für die Hauptrolle waren Rod Steiger, Lee Marvin, Robert Mitchum und Burt Lancaster im Gespräch. John Wayne wurde von der Produktionsfirma abgelehnt. Die Regie wurde unter anderem John Huston und Fred Zinnemann angeboten. William Wyler verließ das Projekt bereits nach kurzer Zeit, da es zwischen ihm und George C. Scott Uneinigkeiten bezüglich des Drehbuchs gab.
- Patton wurde im Frühjahr 1969 in Spanien, Marokko, Griechenland, Italien, Großbritannien und den Vereinigten Staaten gedreht. Das Budget betrug etwa 12 Mio. USD. Die Ausrüstung der Soldaten und viele der Komparsen wurden von der spanischen Armee zur Verfügung gestellt.
- Für die Darstellung der deutschen Panzer diente das amerikanische Modell M47, als amerikanische Panzer der M48. Beide tragen den NATO-Codenamen „Patton“.
- Der Film beginnt mit einer Rede, die General Patton an seine Truppe richtet, während er vor einer riesigen amerikanischen Flagge steht. Obwohl anfangs umstritten, zählt die Eröffnungssequenz heute zu den wirkungsvollsten ihrer Art und wurde auch in vielen anderen Filmen zitiert.
- Es war der zweite und letzte Film im Aufnahmeverfahren Dimension 150.

## Auszeichnungen
Oscarverleihung 1971
Der Film wurde in folgenden Kategorien ausgezeichnet:
- Bester Film (Frank McCarthy)
- Beste Regie (Franklin J. Schaffner)
- Bestes Originaldrehbuch (Francis Ford Coppola, Edmund H. North)
- Bester Hauptdarsteller (George C. Scott) (Preis abgelehnt)
- Bester Schnitt (Hugh S. Fowler)
- Bester Ton (Douglas O. Williams, Don J. Bassman)
- Bestes Szenenbild (Urie McCleary, Gil Parrondo, Antonio Mateos, Pierre-Louis Thévenet)

Der Film war außerdem in folgenden Kategorien nominiert:
- Beste Kamera (Fred J. Koenekamp)
- Beste visuelle Effekte (Alex Weldon)
- Beste Filmmusik (Jerry Goldsmith)

George C. Scott lehnte die Auszeichnung ab mit der Begründung, er sehe sich nicht im Wettbewerb mit anderen Schauspielern. Frank McCarthy nahm den Preis zwar stellvertretend entgegen, gab ihn aber am nächsten Tag der Academy zurück.
Der Oscar für die Beste Regie nahm Darsteller Karl Malden in Abwesenheit von Franklin J. Schaffner entgegen.
Der Erfolg des Films bedeutete den Durchbruch für Francis Ford Coppola, der kurz darauf mit der Arbeit an Der Pate begann.
Weitere Auszeichnungen
- 1971: Directors-Guild-of-America-Award für die Beste Regie
- 1971: Writers-Guild-of-America-Award für das Beste Originaldrehbuch
- 1971: Golden Globe Award für George C. Scott als Bester Schauspieler
- 1971: National-Board-of-Review-Award für George C. Scott als Bester Schauspieler und als Bester Film
- 1971: National-Society-of-Film-Critics-Award für George C. Scott als Bester Schauspieler
- 1971: New-York-Film-Critics-Circle-Award für George C. Scott als Bester Schauspieler
- 2003: Aufnahme in das National Film Registry

## Kritiken
Patton erhielt ein sehr gutes Presseecho, was sich auch in den Auswertungen US-amerikanischer Aggregatoren widerspiegelt. So erfasst Rotten Tomatoes fast ausschließlich positive Besprechungen und ordnet den Film dementsprechend als „Zertifiziert Frisch“ ein. Metacritic ermittelt aus den vorliegenden Bewertungen „Einhelliges Lob“. Es folgen einige repräsentative Pressestimmen:

„Das biografische Soldatenporträt gibt einige Aufschlüsse über den ungewöhnlichen Charakter und das chauvinistische Sendungsbewußtsein des auch gegen sich selbst rücksichtlosen Mannes. Der aufwendige und überlange Film bemüht sich einerseits um eine Rekonstruktion der historischen Fakten, mystifiziert den General andererseits jedoch zur legendären, ‚überlebensgroßen‘ Gestalt.“

„Ein perfekt gemachtes historisches Dokument, das auch als Durchhaltefilm für amerikanische Soldaten in Vietnam verstanden werden könnte. Gegen den Krieg, wo auch immer, wird nicht plädiert.“

Starkritiker Roger Ebert zählte Patton zu den „Großen Filmen“ und für James Berardinelli ist es sogar der Lieblingsfilm:

„Die schauspielerische Leistung von George C. Scott war so gut, daß sein Gesicht das von General Patton in der Öffentlichkeit ersetzte.“